# Seznam katastrálních území v okrese Tachov
V této tabulce je uveden kompletní výčet katastrálních území Okresu Tachov, včetně rozlohy a sídel, které na nich leží.
| Název KÚ                    | Sídla                        | Obec                | km2   |
| --------------------------- | ---------------------------- | ------------------- | ----- |
| A                           | A                            | A                   |       |
| Bažantov                    | Lesná                        | Lesná               | 7,19  |
| Benešovice                  | Benešovice                   | Benešovice          | 10,23 |
| Bernartice u Stráže         | Bernartice                   | Stráž               | 6,3   |
| Bezděkov u Damnova          | Bezděkov                     | Bor                 | 4,82  |
| Bezděkov u Třemešného       | Bezděkov                     | Třemešné            | 11,98 |
| Bezdružice                  | Bezdružice                   | Bezdružice          | 8,42  |
| Bezemín                     | Bezemín                      | Cebiv               | 5,03  |
| Blahousty                   | Blahousty                    | Erpužice            | 2,76  |
| Bohuslav                    | Labuť                        | Staré Sedliště      | 5,44  |
| Boječnice                   | Boječnice, Nový Dvůr         | Bor                 | 5,86  |
| Boněnov                     | Boněnov                      | Chodová Planá       | 8,69  |
| Bonětice                    | Bonětice                     | Stráž               | 6,11  |
| Bonětičky                   | Bonětičky                    | Stráž               | 2,07  |
| Bor u Tachova               | Bor                          | Bor                 | 15,01 |
| Borek u Tachova             | Borek, Valcha                | Stráž               | 4,46  |
| Borovany u Boru             | Borovany                     | Bor                 | 9,59  |
| Branka u Tachova            | Branka                       | Halže               | 10,62 |
| Brod nad Tichou             | Brod nad Tichou              | Brod nad Tichou     | 9,82  |
| Brod u Stříbra              | Brod u Stříbra               | Kladruby            | 8,55  |
| Broumov u Zadního Chodova   | Broumov                      | Broumov             | 10,17 |
| Břetislav                   | Břetislav                    | Konstantinovy Lázně | 1,84  |
| Březí u Tachova             | Březí                        | Ctiboř              | 2,54  |
| Butov                       | Butov                        | Stříbro             | 1,42  |
| Cebiv                       | Cebiv                        | Cebiv               | 5,58  |
| Ctiboř u Tachova            | Ctiboř                       | Ctiboř              | 6,88  |
| Částkov u Tachova           | Částkov                      | Částkov             | 3,09  |
| Čečkovice                   | Čečkovice                    | Bor                 | 7,4   |
| Čeliv                       | Čeliv                        | Kokašice            | 1,63  |
| Černošín                    | Černošín, Lhota              | Černošín            | 13,56 |
| Česká Ves u Lesné           | Stará Knížecí Huť            | Lesná               | 11,37 |
| Damnov                      | Damnov                       | Bor                 | 9,49  |
| Darmyšl                     | Darmyšl                      | Staré Sedlo         | 10,38 |
| Dehetná                     | Dehetná                      | Stráž               | 4,98  |
| Dlouhé Hradiště             | Dlouhé Hradiště              | Konstantinovy Lázně | 4,55  |
| Dlouhý Újezd                | Dlouhý Újezd                 | Dlouhý Újezd        | 8,5   |
| Dolní Jadruž                | Dolní Jadruž                 | Chodský Újezd       | 8,99  |
| Dolní Kramolín              | Dolní Kramolín               | Chodová Planá       | 3,51  |
| Dolní Plezom                | Dolní Plezom, Plezom         | Ošelín              | 2,21  |
| Dolní Víska                 | Lestkov                      | Lestkov             | 1,3   |
| Doly u Boru                 | Doly                         | Bor                 | 5,91  |
| Domaslav                    | Domaslav                     | Lestkov             | 7,08  |
| Domaslavičky                | Boněnov                      | Chodová Planá       | 3,14  |
| Dubec                       | Dubec                        | Třemešné            | 3     |
| Erpužice                    | Erpužice                     | Erpužice            | 5,32  |
| Halže                       | Halže                        | Halže               | 6,5   |
| Hanov u Lestkova            | Hanov                        | Lestkov             | 7,08  |
| Holostřevy                  | Hlupenov, Holostřevy         | Bor                 | 8,68  |
| Holubín                     | Holubín                      | Chodová Planá       | 3,27  |
| Holyně u Svojšína           | Holyně                       | Svojšín             | 1,84  |
| Horní Jadruž                | Horní Jadruž                 | Chodský Újezd       | 3,61  |
| Horní Kozolupy              | Horní Kozolupy               | Horní Kozolupy      | 9,01  |
| Horní Plezom                | Horní Plezom                 | Ošelín              | 2,21  |
| Hostíčkov                   | Hostíčkov                    | Chodová Planá       | 8,3   |
| Hošťka                      | Hošťka                       | Hošťka              | 11,1  |
| Chodová Planá               | Chodová Planá                | Chodová Planá       | 14,59 |
| Chodský Újezd               | Chodský Újezd                | Chodský Újezd       | 15,71 |
| Jadruž                      | Jadruž                       | Stráž               | 2,57  |
| Jedlina                     | Stará Knížecí Huť            | Lesná               | 12,67 |
| Jemnice u Tisové            | Hlinné, Jemnice              | Tisová              | 7,27  |
| Jezerce                     | Jezerce                      | Stříbro             | 2,11  |
| Kladruby u Stříbra          | Kladruby                     | Kladruby            | 12,25 |
| Klíčov                      | Klíčov                       | Kočov               | 2,3   |
| Kočov                       | Janov, Kočov                 | Kočov               | 7,67  |
| Kohoutov u Bezdružic        | Kohoutov                     | Bezdružice          | 1,85  |
| Kokašice                    | Kokašice, Krasíkov           | Kokašice            | 8     |
| Konstantinovy Lázně         | Konstantinovy Lázně          | Konstantinovy Lázně | 2,25  |
| Kořen                       | Kořen                        | Olbramov            | 2,85  |
| Kosov u Boru                | Kosov                        | Bor                 | 4,77  |
| Kostelec u Stříbra          | Kostelec                     | Kostelec            | 10,05 |
| Krásné Údolí u Černošína    | Krásné Údolí                 | Černošín            | 1,98  |
| Krtín                       | Krtín                        | Skapce              | 2,63  |
| Křínov                      | Křínov                       | Planá               | 3,24  |
| Křivce                      | Křivce                       | Bezdružice          | 5,69  |
| Kříženec                    | Kříženec                     | Planá               | 5,56  |
| Kšice                       | Kšice                        | Kšice               | 10,82 |
| Kumpolec                    | Kumpolec, Lhotka             | Tisová              | 5,13  |
| Kundratice u Přimdy         | Kundratice                   | Přimda              | 3,35  |
| Kurojedy                    | Kurojedy                     | Bor                 | 6,71  |
| Kyjov u Zadního Chodova     | Kyjov                        | Zadní Chodov        | 2,04  |
| Labuť                       | Labuť                        | Staré Sedliště      | 4,99  |
| Láz u Kladrub               | Láz                          | Kladruby            | 4,76  |
| Lažany u Černošína          | Lažany                       | Černošín            | 5,71  |
| Lesná u Tachova             | Lesná                        | Lesná               | 15,13 |
| Lestkov                     | Lestkov                      | Lestkov             | 9,33  |
| Lhota u Stříbra             | Lhota u Stříbra              | Stříbro             | 8,21  |
| Lhota u Tachova             | Lhota                        | Bor                 | 5,72  |
| Lobzy u Ošelína             | Lobzy                        | Ošelín              | 3,48  |
| Lom u Stříbra               | Lom u Stříbra                | Benešovice          | 6,93  |
| Lom u Tachova               | Lom u Tachova                | Lom u Tachova       | 8,43  |
| Lomnička                    | Lomnička                     | Kšice               | 4,61  |
| Lomy u Domaslavi            | Lomy                         | Kokašice            | 3,82  |
| Lšelín                      | Lšelín                       | Kostelec            | 7,17  |
| Lučina u Tachova            | Milíře                       | Milíře              | 1,8   |
| Lužná u Boru                | Lužná                        | Bor                 | 3,92  |
| Malé Dvorce                 | Malé Dvorce                  | Přimda              | 1,82  |
| Málkov u Přimdy             | Málkov                       | Přimda              | 4,93  |
| Málkovice                   | Málkovice, Malovice          | Bor                 | 3,83  |
| Malovice u Erpužic          | Malovice                     | Erpužice            | 6,43  |
| Malý Rapotín                | Malý Rapotín                 | Tachov              | 1,25  |
| Maršovy Chody               | Maršovy Chody                | Částkov             | 5,28  |
| Mchov                       | Mchov                        | Staré Sedliště      | 4,08  |
| Michalovy Hory              | Michalovy Hory               | Chodová Planá       | 1,82  |
| Milevo                      | Milevo                       | Kladruby            | 7,04  |
| Milíkov u Stříbra           | Milíkov                      | Stříbro             | 5,19  |
| Milíře u Tachova            | Milíře, Zadní Milíře         | Milíře              | 13,1  |
| Mlýnec pod Přimdou          | Mlýnec                       | Přimda              | 4,58  |
| Mýto u Tachova              | Mýto                         | Tachov              | 3,45  |
| Nahý Újezdec                | Nahý Újezdec                 | Chodský Újezd       | 6,31  |
| Neblažov                    | Neblažov                     | Chodský Újezd       | 3,35  |
| Nedražice                   | Nedražice                    | Kostelec            | 4,54  |
| Nová Ves pod Přimdou        | Nová Ves                     | Třemešné            | 28,91 |
| Nová Ves u Bezdružic        | Nová Ves                     | Konstantinovy Lázně | 1,93  |
| Nové Domky                  | Nové Domky                   | Rozvadov            | 9,87  |
| Nové Sedliště               | Nové Sedliště                | Staré Sedliště      | 8,41  |
| Nynkov                      | Nynkov                       | Svojšín             | 1,52  |
| Obora u Tachova             | Dolní Výšina, Obora          | Obora               | 13,48 |
| Očín                        | Očín                         | Horní Kozolupy      | 1,57  |
| Okrouhlé Hradiště           | Okrouhlé Hradiště, Šipín     | Konstantinovy Lázně | 9,8   |
| Olbramov                    | Olbramov                     | Olbramov            | 5,39  |
| Oldřichov u Tachova         | Oldřichov                    | Tachov              | 5,54  |
| Olešná                      | Olešná                       | Stráž               | 5,38  |
| Ostrov u Stříbra            | Ostrov u Stříbra             | Kostelec            | 5,97  |
| Ostrov u Tachova            | Nová Hospoda, Ostrov         | Bor                 | 5,3   |
| Ostrovce                    | Ostrovce                     | Černošín            | 5,93  |
| Ošelín                      | Ošelín                       | Ošelín              | 6,51  |
| Otín u Plané                | Otín                         | Planá               | 4,35  |
| Otročín u Stříbra           | Otročín                      | Stříbro             | 5,03  |
| Pavlíkov u Třemešného       | Pavlíkov                     | Třemešné            | 3,34  |
| Pavlovice nad Mží           | Pavlovice                    | Planá               | 5,42  |
| Pavlův Studenec 1           | Stará Knížecí Huť            | Lesná               | 26,75 |
| Pavlův Studenec 2           | Obora                        | Obora               | 2,67  |
| Pavlův Studenec 3           | Branka                       | Halže               | 1,16  |
| Pernolec                    | Pernolec                     | Částkov             | 3,48  |
| Písařova Vesce              | Písařova Vesce               | Lesná               | 7,21  |
| Pístov                      | Pístov                       | Chodová Planá       | 2,93  |
| Planá u Mariánských Lázní   | Planá                        | Planá               | 16,78 |
| Poloučany                   | Poloučany                    | Konstantinovy Lázně | 1,66  |
| Polžice u Bezdružic         | Dolní Polžice, Horní Polžice | Bezdružice          | 3,1   |
| Popov u Stříbra             | Popov                        | Kostelec            | 1,81  |
| Pořejov                     | Žebráky                      | Hošťka              | 11,72 |
| Potín                       | Potín                        | Konstantinovy Lázně | 1,76  |
| Pozorka u Kladrub           | Pozorka                      | Kladruby            | 7,41  |
| Prostiboř                   | Kopec, Prostiboř             | Prostiboř           | 7,23  |
| Přimda                      | Přimda                       | Přimda              | 21,76 |
| Pytlov                      | Pytlov                       | Černošín            | 3,27  |
| Racov                       | Racov                        | Staré Sedlo         | 6,32  |
| Rájov u Třískolup           | Rájov                        | Přimda              | 3,41  |
| Rozvadov                    | Diana, Rozcestí, Rozvadov    | Rozvadov            | 31,51 |
| Řebří                       | Řebří                        | Svojšín             | 4,11  |
| Řešín                       | Řešín                        | Bezdružice          | 5,26  |
| Skapce                      | Skapce, Zálezly              | Skapce              | 5,34  |
| Skviřín                     | Skviřín                      | Bor                 | 9,25  |
| Slavice u Horních Kozolup   | Slavice                      | Horní Kozolupy      | 6,93  |
| Souměř                      | Souměř                       | Stráž               | 4,02  |
| Stan u Lestkova             | Stan                         | Lestkov             | 5,3   |
| Stará Knížecí Huť           | Háje, Stará Knížecí Huť      | Lesná               | 1,92  |
| Staré Sedliště              | Staré Sedliště               | Staré Sedliště      | 8,95  |
| Staré Sedlo u Tachova       | Staré Sedlo                  | Staré Sedlo         | 6,92  |
| Strahov                     | Strahov                      | Horní Kozolupy      | 5,25  |
| Strachovice u Bernartic     | Strachovice                  | Stráž               | 3,24  |
| Stráž u Tachova             | Stráž                        | Stráž               | 14,86 |
| Střeble                     | Rozvadov                     | Rozvadov            | 1,85  |
| Stříbro                     | Stříbro                      | Stříbro             | 18,76 |
| Studánka u Tachova          | Studánka                     | Studánka            | 7,1   |
| Sulislav                    | Sulislav                     | Sulislav            | 9,58  |
| Svahy                       | Svahy                        | Planá               | 4,9   |
| Svatá Kateřina u Rozvadova  | Milíře, Svatá Kateřina       | Rozvadov            | 11,65 |
| Svinná u Stříbra            | Svinná                       | Vranov              | 2,54  |
| Sviňomazy                   | Sviňomazy                    | Trpísty             | 4,2   |
| Svobodka                    | Svobodka                     | Halže               | 4,12  |
| Svojšín                     | Svojšín                      | Svojšín             | 6,09  |
| Sytno                       | Sytno                        | Sytno               | 5,14  |
| Štokov                      | Štokov                       | Chodský Újezd       | 8,61  |
| Tachov                      | Bíletín, Světce, Tachov      | Tachov              | 21,18 |
| Těchlovice u Stříbra        | Těchlovice                   | Stříbro             | 7,09  |
| Telice                      | Telice                       | Prostiboř           | 3,11  |
| Tisová u Tachova            | Tisová                       | Tisová              | 4,51  |
| Trnová u Tachova            | Trnová                       | Tisová              | 2,99  |
| Trpísty                     | Trpísty                      | Trpísty             | 5,47  |
| Třebel                      | Třebel                       | Černošín            | 4,25  |
| Třemešné                    | Třemešné                     | Třemešné            | 3,88  |
| Třískolupy pod Přimdou      | Třískolupy                   | Přimda              | 3,79  |
| Tuněchody u Stříbra         | Tuněchody                    | Kladruby            | 4,99  |
| Týnec u Plané               | Týnec                        | Planá               | 5,06  |
| Újezd pod Přimdou           | Újezd pod Přimdou            | Přimda              | 3,94  |
| Únehle                      | Únehle                       | Únehle              | 6,07  |
| Ústí nad Mží                | Ústí                         | Kočov               | 1,49  |
| Úšava                       | Úšava                        | Staré Sedliště      | 5,53  |
| Velká Ves u Damnova         | Velká Ves                    | Bor                 | 2,42  |
| Velké Dvorce                | Velké Dvorce                 | Přimda              | 3,07  |
| Velký Rapotín               | Velký Rapotín                | Tachov              | 3,7   |
| Víchov                      | Víchov                       | Černošín            | 5,8   |
| Vítkov u Tachova            | Vítkov                       | Tachov              | 5,72  |
| Vítovice u Pavlovic         | Pavlovice                    | Planá               | 2,68  |
| Vížka                       | Vížka                        | Planá               | 4,26  |
| Vranov u Stříbra            | Vranov                       | Vranov              | 2,3   |
| Vrbice u Bezdružic          | Vrbice u Bezdružic           | Lestkov             | 2,64  |
| Vrbice u Stříbra            | Vrbice u Stříbra             | Kladruby            | 3,61  |
| Vrhaveč                     | Vrhaveč                      | Kostelec            | 1,35  |
| Vysočany u Boru             | Muckov, Vysočany             | Bor                 | 7,84  |
| Vysoké Jamné                | Vysoké Jamné                 | Lestkov             | 6,05  |
| Vysoké Sedliště             | Vysoké Sedliště              | Planá               | 5,41  |
| Výšina                      | Horní Výšina                 | Halže               | 13,15 |
| Výškov u Chodové Plané      | Výškov                       | Chodová Planá       | 4,6   |
| Výškovice u Michalových Hor | Boněnov                      | Chodová Planá       | 4,45  |
| Zadní Chodov                | Zadní Chodov                 | Zadní Chodov        | 11,84 |
| Zádub u Olbramova           | Zádub                        | Olbramov            | 6,7   |
| Zahájí u Lesné              | Stará Knížecí Huť            | Lesná               | 2,05  |
| Záhoří u Černošína          | Záhoří                       | Černošín            | 1,71  |
| Záchlumí u Stříbra          | Záchlumí                     | Záchlumí            | 4,42  |
| Zhoř u Stříbra              | Zhoř                         | Zhoř                | 10,55 |
| Zhořec u Bezdružic          | Kamýk, Pačín, Zhořec         | Bezdružice          | 7,68  |
| Zliv nad Mží                | Zliv                         | Planá               | 4,9   |
| Žďár u Tachova              | Žďár                         | Chodský Újezd       | 18,19 |
| Žebráky                     | Žebráky                      | Hošťka              | 13,33 |

Celková výměra 1378,71 km2